# Arman Kamyshev
Arman Gabidoullovitch Kamychev - en russe : Арман Габидуллович Камышев et en anglais : Arman Kamyshev - , né le 14 mars 1991 à Astana, est un coureur cycliste kazakh des années 2010.

## Biographie
En catégorie junior, Arman Kamyshev remporte une étape du Tour de l'Abitibi en 2008 et le champion d'Asie sur route en 2009.
En 2010, il remporte le ZLM Tour, l'une des épreuves de la Coupe des Nations des moins de 23 ans. Il participe aux championnats du monde sur route où il se classe 66e de la course en ligne des moins de 23 ans. En 2011, il remporte une étape et termine deuxième de la Coupe des nations Ville Saguenay, autre manche de la Coupe des Nations U23.

## Palmarès
- 2008
  - 4e étape du Tour de l'Abitibi
- 2009
  -  Champion d'Asie sur route juniors
- 2010
  - ZLM Tour
- 2011
  - 3e étape de la Coupe des nations Ville Saguenay
  - 2e de la Coupe des nations Ville Saguenay
- 2012
  - 2e étape du Tour de Bulgarie
  - 4e étape de la Vuelta a la Independencia Nacional
  - Coupe des nations Ville Saguenay :
    - Classement général
    - 1re et 3e étapes

  - 1re étape du Tour du Val d'Aoste
- 2014
  - 3e étape du Tour de Hainan
- 2016
  -  Champion du Kazakhstan sur route

## Classements mondiaux
| Année            | 2010 | 2011 | 2012 | 2013 | 2014 | 2015 |
| ---------------- | ---- | ---- | ---- | ---- | ---- | ---- |
| UCI World Tour   |      |      |      |      |      | nc   |
| UCI America Tour | 108e | 60e  | 36e  |      |      |      |
| UCI Asia Tour    | 254e |      | 212e | nc   | nc   |      |
| UCI Europe Tour  | 381e | nc   | 568e | nc   | nc   |      |